# Working Girl (album)
Working Girl è il terzo album in studio della cantante inglese Little Boots, pubblicato nel 2015.

## Tracce
- Download digitale/Vinile

1. Intro – 0:50
2. Working Girl – 3:56
3. No Pressure – 4:33
4. Get Things Done – 3:27
5. Taste It – 4:23
6. Real Girl – 4:08
7. Heroine – 4:17
8. Interlude – 0:32
9. The Game – 3:24
10. Help Too – 4:53
11. Business Pleasure – 3:37
12. Paradise – 4:06
13. Better in the Morning – 3:22

- Tracce bonus CD

1. Desire
2. Working Girl (Acoustic)